# Dračevica
Dračevica (makedonska: Драчевица) är en ort i Nordmakedonien. Den ligger i kommunen Studeničani, i den centrala delen av landet, 13 kilometer söder om huvudstaden Skopje. Dračevica ligger 486 meter över havet och antalet invånare är 584.